# T27裝甲車
T27裝甲車(T27 Armored Car)是美軍在1944年二戰後期由斯圖貝克（Studebaker）開發的裝甲車試驗型。T27是8輪的裝甲車，第1、2、4軸為軀動軸，可載4名車組人員，裝有兩把白朗寧M1919中型機槍及37毫米主砲，卡迪拉克8汽缸汽油引擎。

T27項目因為被M8灰狗取代最終取消，只有兩架T27在1944年完成生產。

## 資料來源
- （英文）-warwheels.net-T27裝甲車
- Encyclopedia of Armoured Cars Duncan Crow and Robert J. Icks
- Searching for Perfection: An Encyclopedia of U.S. Army T-Series Vehicle Development (1925-1958) David R. Haugh